# 重庆理工大学站
重庆理工大学站是位于中华人民共和国重庆市巴南区的重庆轨道交通18号线车站，车站编号18/11，2023年12月28日随18号线一期建成启用。